# Phosphatasetest
Der Phosphatasetest ist ein Verfahren, um Wärmebehandlungen von Milch und Milchprodukten nachweisen zu können. 
In der Milch liegt eine saure und eine alkalische Phosphatase natürlich vor. Sind die natürlichen Enzymreaktionen der Phosphatase noch nachweisbar, dann können nur folgende Varianten vorliegen:
- Rohmilch
- Thermisierte Milch (Schonverfahren)
- wärmebehandelte Milch mit einem Rohmilchanteil von mindestens 0,3 %

Bei wärmebehandelter Milch, z. B. pasteurisierter oder H-Milch, sind diese Enzyme deaktiviert.

## Prinzip
Im alkalischen Medium bei 37 °C setzt die alkalische Phosphatase Phenol aus Dinatriumphenylphosphat frei. Die dabei gebildete Menge Phenol kann nach Umsetzung mit 2,6-Dibromchinin-1,4-chlorimid (Gibb’s Reagenz) photometrisch bestimmt werden.